# Дубровский сельсовет (Истринский район)
Дубровский сельсовет — упразднённая административно-территориальная единица, существовавшая на территории Московской губернии и Московской области до 1939 года.
Дубровский с/с был образован в первые годы советской власти. В 1919 году Дубровский с/с входил в Лучинскую волость Звенигородского уезда Московской губернии, но вскоре (не позднее 1921 года) был упразднён.
Вторично Дубровский с/с был образован в 1929 году в составе Воскресенского района Московского округа Московской области, путём объединения Давыдовского и Котовского с/с бывшей Лучинской волости Воскресенского уезда.
30 октября 1930 года Воскресенский район был переименован в Истринский район.
17 июля 1939 года Дубровский сельсовет был упразднён. При этом селение Дубровское было передано в Костровский с/с, а селения Бутырево, Горшково, Давыдовское и Котово — в Лукинский с/с.